# Optique en rayons X
Pour les articles homonymes, voir Optique (homonymie).
L'optique en rayons X, parfois abrégée en optique X, est la branche de l'optique qui manipule les rayons X. Alors que les lentilles utilisées en optique visible sont faites en matériaux transparents d'indice de réfraction très supérieur à 1, celles utilisées en optique X ont un indice légèrement inférieur à l'unité. Les principales méthodes pour manipuler les rayons X sont donc la réflexion, la diffraction et l'interférence. Parmi les applications de l'optique X, on peut citer les microscopes à rayons X et les télescopes à rayons X.